# 雪豹体育馆
雪豹體育館又名巴里斯竞技场是一个位于哈萨克斯坦努尔苏丹的多功能室内竞技场。它是大陆冰球联賽努爾-蘇丹巴里斯的主场，可容纳11,578名观众。